# Fastmail
Fastmail est un service de messagerie web proposé par l'entreprise Fastmail Pty Limited, localisée à Melbourne, dans l'État de Victoria en Australie. Ses serveurs sont localisés à Philadelphie, et à Saint-Louis aux États-Unis d'Amérique.
Différents niveaux de services et de prix sont proposés.
Le service a été acheté en 2010 par Opera Software avant de devenir une entreprise indépendante en 2013.